# Pilkington

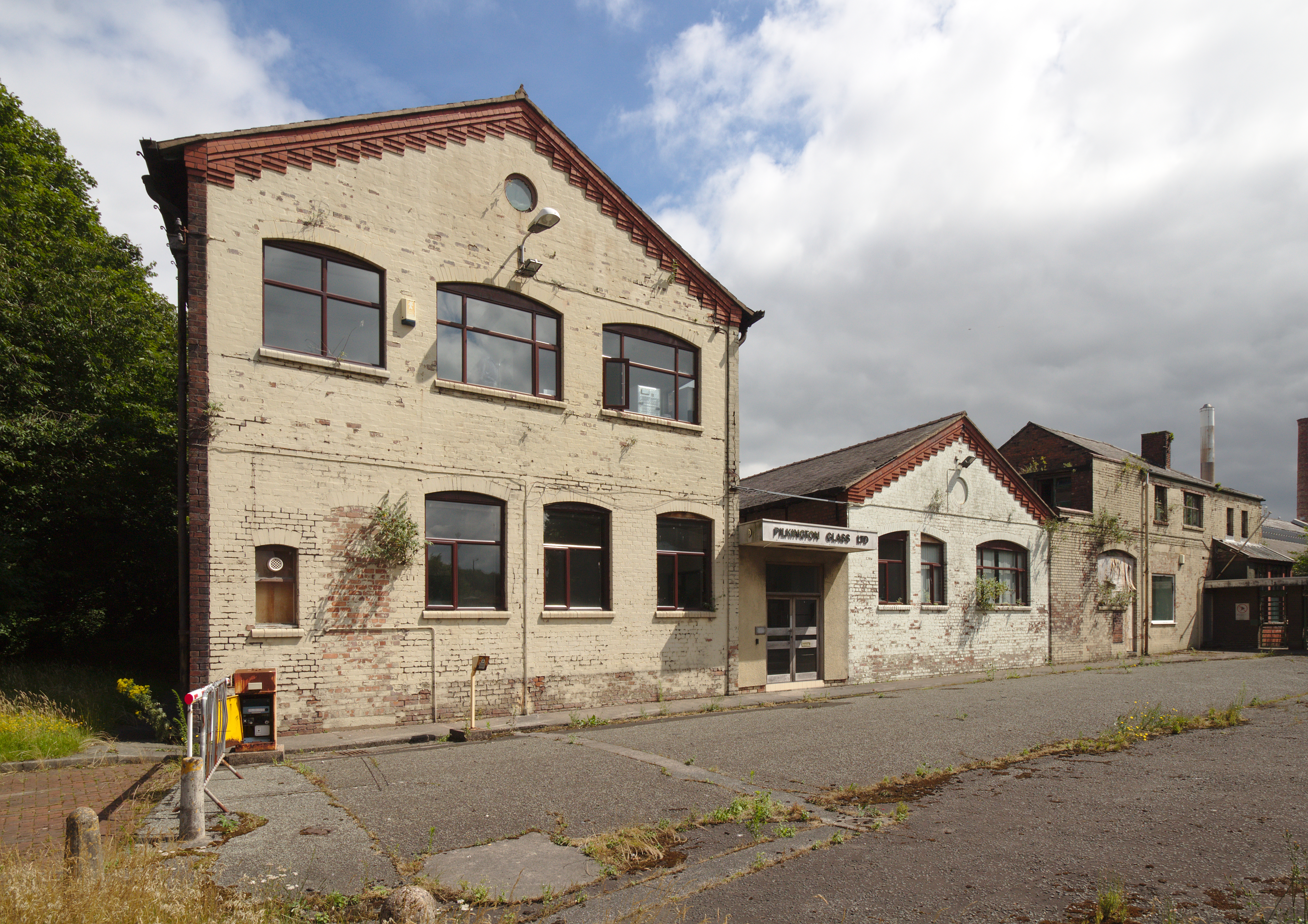
Fabriken från 1920-talet i St. Helens.

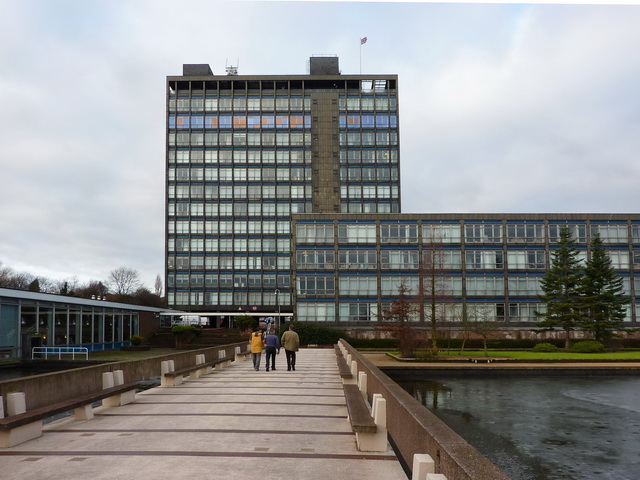
Huvudkontoret i St. Helens.

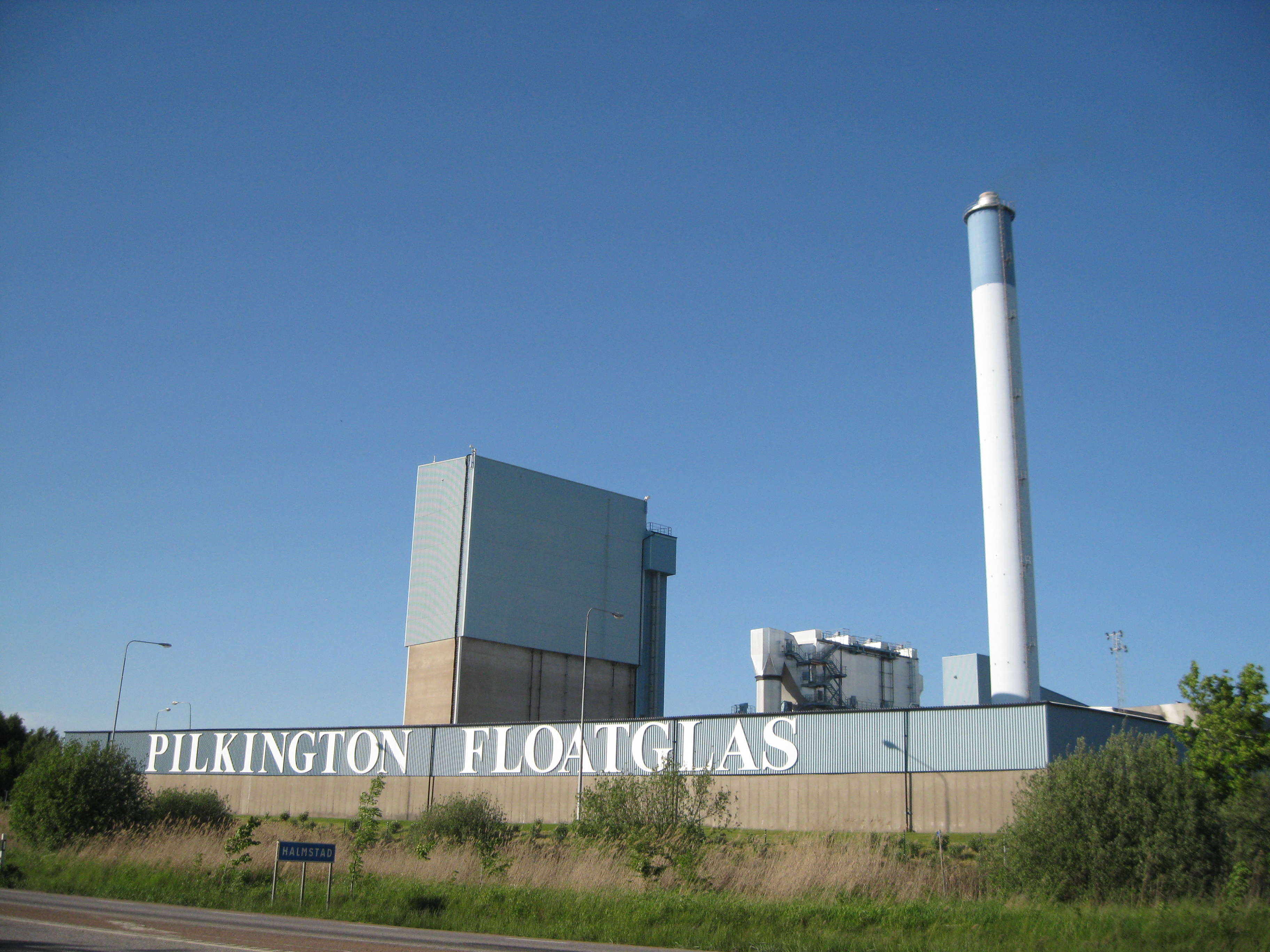
Pilkington Floatglas i Halmstad.

Pilkington är en internationell glastillverkare som producerar planglas till bygg- och bilbranschen, samt tekniskt glas. Företaget grundades i St Helens, Storbritannien 1826 och är sedan 2006 en del av NSG Group (Nippon Sheet Glass) med säte i Japan. Sir Alastair Pilkington utvecklade på 1950-talet floatglasmetoden för tillverkning av planglas.

## Pilkington i Sverige
Pilkingtons verksamhet i Sverige är uppdelad i två affärsområden:
- Arkitektglas – glas för byggindustrin
- Automotive – glas för fordonsindustrin

Pilkington Floatglas AB säljer och distribuerar floatglas, belagt och härdat glas som efter nedläggningen av den egna fabriken i Halmstad produceras vid koncernens floatglasfabriker i Europa. Företaget har lagerverksamhet i Malmö.
Pilkington Sverige AB tillverkar isolerrutor på anläggningar i Vetlanda och Piteå.
Pilkington Automotive Sweden AB i Mönlycke levererar originalutrustning (Original Equipment) i form av vindrutor, bakrutor och sidoglas. Anläggningar för ersättningsglas till fordon (Automotive Glass Replacement) finns på 13 orter i Sverige: Borlänge, Gävle, Göteborg, Jönköping, Kalmar, Karlstad, Luleå, Malmö, Norrköping, Stockholm, Sundsvall, Umeå och Örebro.
Den 25 oktober 2012 kom beslutet att Pilkingtons anläggning i Landskrona läggs ner med följd att 120 personer varslades. Den 7 november 2012 meddelades att glasproduktionen på Pilkingtons anläggning i Halmstad läggs ner.